# Corrida Internacional de São Silvestre de 2007
A Corrida Internacional de São Silvestre de 2007 foi a 83ª edição da prova de rua, realizada no dia 31 de dezembro de 2007, no centro da cidade de São Paulo, a prova foi de organização da Fundação Casper Líbero.
Os vencedores no masculino foi o queniano Robert Cheruiyot, enquanto no feminino foi a queniana Alice Timbilili.

## Resultados

#### Masculino
- 1. Robert Cheruiyot (Quênia) – 45min57
- 2. Patrick Ivuti (Quênia) –
- 3. Anoé dos Santos Dias (Brasil) –
- 4. Jacinto Lopez (Colômbia) –
- 5. Marildo José Barduco (Brasil) –

#### Feminino
- 1. Alice Timbilili (Quênia) – 53min07
- 2. Marizete Rezende (Brasil) – 53min36
- 3. Maria Zeferina Baldaia (Brasil) – 54min43
- 4. Edielza Alves dos Santos (Brasil) – 54min52
- 5. Marily dos Santos (Brasil) – 55min03